# Niżnij Mangirtuj
Niżnij Mangirtuj (ros. Нижний Мангиртуй) – wieś w Rosji, w Buriacji, w rejonie biczurskim. W 2010 liczyła 154 mieszkańców.